# 波爾特尼帕峰
72°14′S 2°24′E / 72.233°S 2.400°E
波爾特尼帕峰是南極洲的山峰，位於東部南極洲的毛德皇后地，屬於耶爾斯維克山脈的一部分，海拔高度2,665米，由德國探險隊發現。